# Tetraloniella nostra
Tetraloniella nostra är en biart som först beskrevs av Cockerell 1933.  Tetraloniella nostra ingår i släktet Tetraloniella och familjen långtungebin. Inga underarter finns listade i Catalogue of Life.